# Lyle Lakay
Lyle Lakay (sinh ngày 17 tháng 8 năm 1991 ở Cape Town, Western Cape) là một tiền vệ bóng đá người Nam Phi cho Cape Town City ở Premier Soccer League.

## Sự nghiệp câu lạc bộ
Anh là sản phẩm của học viện trẻ SuperSport United, được đẩy lên đội một năm 2009 nhưng trải qua mùa giải 2009–10 cùng với đội bóng tại National First Division FC Cape Town. Vào mùa giải 2010–11 anh trở lại Supersport United. Sau khoảng thời gian cho mượn khác tại FC Cape Town, Lakay gia nhập Bloemfontein Celtic năm 2012. Anh được mong đợi sẽ ký hợp đồng với đội bóng lớn ở Pretoria, Mamelodi Sundowns FC trong mùa chuyển nhượng tháng 1 năm 2014.

## Sự nghiệp quốc tế
Năm 2011, anh được triệu tập vào U-20 Nam Phi tham dự Giải vô địch bóng đá trẻ châu Phi 2011.